# Bönsyrsa
Bönsyrsa (Mantis religiosa) är en art i familjen Mantidae i ordningen bönsyrsor. Det är den enda i Mellaneuropa förekommande arten i denna ordning som omfattar fler än 2300 arter i världen. Arten härstammar dock från Afrika och har därifrån spritt sig norrut och österut ända bort till Japan och Sydostasien. Arten har även introducerats och etablerat sig i Nordamerika.
Som hos alla bönsyrsor är honan väsentligt större än hannen; honan kan vara över 7,5 centimeter lång, medan hannen vanligtvis inte överstiger 6 centimeter. Grundfärgen är grön till brun.
När bönsyrsan väntar på ett byte sitter den med frambenen som om den ber, när den ska äta håller den fast i benen/vingarna på insekten. Har insekten vingar och långa starka ben som en harkrank, biter bönsyrsan lätt av benen och vingarna först.